# Grannässkogen
Grannässkogen är ett naturreservat i Härnösands kommun i Västernorrlands län.
Området är naturskyddat sedan 2016 och är 89 hektar stort. Reservatet omfattar en nordvästsluttning på norra Hemsön sydöstsluttning på Gillersberget och består av granskog med inslag av lövträd och på toppen av tallbevuxen hällmark.   I söder finns Kvartarsmyran som omges av sumpskog.